# Reggenza di Sarolangun
La reggenza di Sarolangun (in indonesiano: Kabupaten Sarolangun) è una reggenza dell'Indonesia, situata nella provincia di Jambi.
Il capoluogo della reggenza è Sarolangun.